# Ethylhexylverbindungen
| 2-Ethylhexylverbindungen (Beispiele) |
| ------------------------------------ |
| 2-Ethylhexanol                       |
| 2-Ethylhexylamin                     |
| 2-Ethylhexanal                       |
| 2-Ethylhexansäure                    |
| 2-Ethylhexylacrylat                  |

Unter Ethylhexylverbindungen fasst man eine Gruppe von Chemikalien zusammen, die als gemeinsames Strukturelement die 2-Ethylhexylgruppe besitzen. Gelegentlich wird die Gruppe eher unspezifisch als Isooctylgruppe bezeichnet.
Wenn in diesem Artikel oder in der wissenschaftlichen Literatur die Bezeichnung „2-Ethylhexylverbindung“ ohne Präfix benutzt wird, ist stets ein Rest gemeint, der sich vom Racemat ableitet.

## Technische Herstellung
Zentraler Schritt der Synthese ist die Aldolkondensation von zwei Molekülen Butanal (als C4-Baustein) durch Reaktion des α-ständigen Kohlenstoffatoms des einen Moleküls mit der Aldehydgruppe des anderen Moleküls. Sie führt zu diesem verzweigten Kohlenstoffgerüst mit 8 C-Atomen.
Das Ausgangsmaterial für die Herstellung ist zunächst Propen. Das Propen wird zunächst mit Kohlenstoffmonoxid und Wasserstoff in einer Hydroformylierungs-Reaktion zu Butanal (Butyraldehyd) umgesetzt. Dann folgt die Aldolkondensation von zwei Molekülen Butyraldehyd zum 2-Ethyl-3-hydroxyhexanal.
Nach einer Wasserabspaltung und einer katalytischen Hydrierung erhält man 2-Ethylhexanol.

## Verwendung
Bedeutend ist insbesondere die Verwendung von 2-Ethylhexanol-Derivaten [z. B. Bis(2-ethylhexyl)phthalat (DEHP)] als Weichmacher in Kunststoffen.

## Stoffgruppen

Stereoisomere von DEHP.

### Grundstoffe
- 2-Ethylhexanol
- 2-Ethylhexanal
- 2-Ethylhexansäure
- 2-Ethylhexylamin

### Ester
- Bis(2-ethylhexyl)maleat
- Bis(2-ethylhexyl)phthalat (DEHP)
- Bis(2-ethylhexyl)sebacat
- Bis(2-ethylhexyl)tetrabromphthalat
- Bis(2-ethylhexyl)terephthalat
- Bis(2-ethylhexyl)peroxydicarbonat
- Diethylhexyladipat
- 2-Ethylhexylacrylat
- 2-Ethylhexylsalicylat
- 2-Ethylhexyl-2,3,4,5-tetrabrombenzoat
- Tris(2-ethylhexyl)phosphat
- Tris(2-ethylhexyl)trimellitat
- Octyltriazon
- Octinoxat
- Octocrilen
- Bemotrizinol
- Dioctylzinnbis(2-ethylhexylthioglycolat)

### Ether
- Ethylhexylglycerin

### Sonstige Verbindungen
- N-Octylbicycloheptendicarboximid
- Zink-2-ethylhexanoat